# Kunene-Volkspark
Der Kunene-Volkspark (englisch Kunene People’s Park) ist ein seit Anfang der 2000er Jahre geplanter Nationalpark im Nordwesten Namibias. Er soll nach dem Kunene, dem Grenzfluss zwischen Namibia und Angola und den Menschen (englisch People) sowie der Region Kunene benannt werden.
Der Park soll eine Fläche von 11.500 Quadratkilometer einnehmen und damit etwa halb so groß wie der Etosha-Nationalpark werden.

## Zielsetzung
Langfristiges Ziel des neuen Schutzgebietes ist es, die historischen Ausmaße des Etosha-Nationalparks wiederherzustellen bzw. ein noch größeres Schutzgebiet inklusive des Skelettküste-Nationalparks zu schaffen. Eine Besonderheit ist die Proklamation als Nationalpark für Menschen und Tiere, da es das erste und einzige staatliche Schutzgebiet in Namibia sein soll, in dem Menschen wohnen dürfen.
2007 fanden erste Gespräche mit den von der Parkproklamation betroffenen Gruppen statt. Hierbei wurde deutlich gemacht, dass die sechs davon direkt betroffenen Kommunalgebiete mit etwa 3000 Bewohnern (vor allem Damara und eine kleine Anzahl von Herero und Himba) unbedingt von dem neuen Schutzgebiet profitieren müssen. Zudem wird der Park nicht eingezäunt werden.
Neben den Kommunalgebieten des sogenannten Kaokoveld wären auch die drei staatliche Konzessionsgebiete Palmwag, Etendeka und Anabeb mit mehr als 6500 km² von der Gründung des Parks betroffen.
Die Verwaltung des Parks soll gemeinsam vom Ministerium für Umwelt und Tourismus und den lokalen Verwaltungen sowie nationalen Schutzorganisationen geschehen.

## Natur
Viele Gebiete des Parks gelten als relativ unerschlossenen. Hier findet sich eine stark an die klimatischen Bedingungen angepasste Flora und Fauna. Hierzu zählen unter anderem die an die Wüste angepassten Elefanten, Löwen, Geparden, Leoparden, Hyänen und etwa 190 Nashörner.